# Milcho Rusev
Milcho Rusev (em búlgaro:  Милчо Русев, 1924 — 6 de agosto de 2006) foi um ciclista olímpico búlgaro. Representou sua nação em três eventos nos Jogos Olímpicos de Verão de 1952.